# ریموند بلومر
ریموند بلومر (انگلیسی: Raymond Bloomer؛ ۹ دسامبر ۱۸۸۶ – ۱ نوامبر ۱۹۴۸) بازیگر اهل ایالات متحده آمریکا بود.
از فیلم‌هایی که وی در آن نقش داشته‌است، می‌توان به زنی از دریا اشاره کرد.